# 站起來女孩
「站起來女孩」（タチアガール）是日本的女子偶像組合S/mileage的第7張單曲。2011年9月28日由hachama發售。

## 概要
- 「站起來女孩」是S/mileage準成員中西香菜、小數賀芙由香、竹內朱莉、勝田里奈、田村芽実加入後第一張單曲，亦是準成員小數賀芙由香的畢業單曲。
- 此單曲有6個版本，分別有「初回生産限定盤A - E」和「CD ONLY」。「初回生産限定盤A」和「初回生産限定盤B」收錄了「女孩站起來吧」的PV。
- 「初回生産限定盤A」、「初回生産限定盤B」和「CD ONLY」收錄了B面曲「一碗的微笑」；「初回生産限定盤C」收錄了女歌手藤本美貴的「不羈列車'11」；「初回生産限定盤D」收錄了B面曲「S/mileage單曲激萌Remix」，曲目為喜歡 ～ 做夢的 15歲 ～ 有頂天LOVE；「初回生産限定盤E」並沒收錄任何B面曲。
- 在10月10日於公信榜单曲週排行榜取得第4位。

## 收錄内容

### CD（初回生産限定盤A、初回生産限定盤B、CD ONLY）
1. 站起來女孩
（作詞・作曲：淳君 編曲：平田祥一郎）
2. 一碗的微笑（スマイル音丼）
（作詞・作曲：淳君  編曲：オオバコウスケ）
3. 站起來女孩(Instrumental)

### CD（初回生産限定盤C）
1. 站起來女孩
2. 不羈列車'11（ブギートレイン'11）
（作詞・作曲：淳君  編曲：大久保薫）
3. 站起來女孩(Instrumental)

### CD（初回生産限定盤D）
1. 站起來女孩
2. S/mileage單曲Remix（スマイレージ シングルス 激萌えリミックス）
（作詞・作曲：淳君  編曲：田中直）
喜歡 ～ 做夢的 15歲 ～ 有頂天LOVE
3. 站起來女孩(Instrumental)

### CD（初回生産限定盤E）
1. 站起來女孩
2. 站起來女孩(Instrumental)

### DVD（初回生産限定盤A）
1. 站起來女孩（Dance Shot Ver.）

### DVD（初回生産限定盤B）
1. 站起來女孩（壞孩子 Ver.）